# Madau
Madau ist ein archäologischer Fundplatz bei Fonni in der Provinz Nuoro auf Sardinien. An der Straße von Pratobello zum südlicher gelegenen 1118 m hohen Passo di Caravai liegt eine Nekropole aus der Bronzezeit, die aus vier benachbarten Gigantengräbern besteht, die auf den Bergsattel Arcu Corr’e Boi ausgerichtet sind. Die in Sardu „Tumbas de los zigantes“ und (italienisch Tombe dei Giganti – plur.) genannten Bauten sind die größten pränuraghischen Kultanlagen Sardiniens und zählen europaweit zu den spätesten Megalithanlagen. Die 321 bekannten Gigantengräber sind Monumente der bronzezeitlichen Bonnanaro-Kultur (2.200–1.600 v. Chr.), die Vorläuferkultur der Nuraghenkultur ist.

## Typenfolge
Baulich treten Gigantengräber in zwei Varianten auf. Die Anlagen mit Portalstelen und Exedra gehören zum älteren Typ. Bei späteren Anlagen besteht die Exedra statt aus monolithischen Stelen, aus einer in der Mitte deutlich erhöhten Quaderfassade aus bearbeiteten und geschichteten Steinblöcken. Die Gigantengräber von Madau gehören zum jüngeren Typ (mit Quaderfassade). 

## Beschreibung
Die beiden der Straße nächstgelegenen Anlagen sind stark zerstört. Eine hat eine mit Schälchen übersäte Kammerrückwand. Die dritte Anlage hat etwa 22,0 m Länge und einen 24,0 m weiten Vorplatz. Es ist die größte der Gruppe. Sie gehört zum Madautyp mit Quaderfassade. Der zugehörige Zahnfries (ital. fregio a dentelli), ein zinnenförmiges Ornamentband, liegt wenige Meter vom Eingang entfernt. Die in Kragtechnik überwölbte Galerie ist neun Meter lang und wird zum Teil von einem aus mehreren Schichten und Erdreich gebildeten Tumulus bedeckt. 
Die Quaderfassade der vierten Anlage, ist auf der Portalstele  eines Gigantengrabes des älteren Typs (Orthostatengrab) errichtet. Die Kammer ist in Kragtechnik überwölbt, zumeist ist eine Sturzabdeckung üblich. Vor der Anlage liegt eine Feuerstelle und ein runder Schalenstein.
Unter den Funden sind ein Bronzearmband, viele Keramikpfannen, einige Keramikformen des 14./13. Jahrhunderts v. Chr., einige kleine Baityloi aus Trachyt und über ein Dutzend Glasflussperlen in verschiedenen Farben und Formen.
In der Nähe liegt die Nuraghensiedlung Gremanu.